# Heroes of Newerth
Pour les articles homonymes, voir HON.
Heroes of Newerth (HoN) est un Multiplayer Online Battle Arena (MOBA), développé par le studio américain indépendant S2 Games et disponible sur Windows, Linux et Mac OS. Deux équipes, comprenant chacune de un à cinq héros, s'affrontent en temps réel afin de détruire le bâtiment principal de l'équipe adverse.
Il s'agit d'une amélioration de la carte Defense of the Ancients, très populaire dans Warcraft III, et reprise par plusieurs jeux.
En 2015, Frostburn Studios rachète la licence, mais le jeu s'essouffle petit à petit. Le studio décide d'arrêter ses serveurs en 2022. Le jeu renait l'année qui suit, grâce a sa communauté, sous le nom "Project Kongor". Le nom officiel de la nouvelle release est Heroes of Newerth, Reborn, et sortira courant 2025.

## Trame
Heroes of Newerth dispose d'un gameplay, basé sur Defense of the Ancients : deux factions s'affrontent dans un monde fantastique, l'une représentant les forces du Mal (The Hellbourne) et la seconde représentant les forces du Bien (The Legion).
Chaque faction a pour objectif de détruire le bâtiment principal de la faction adverse tout en protégeant le sien : l'Arbre de Vie pour la Légion et le Puits Sacrificiel pour le Hellbourne.
Les deux camps sont situés sur une carte, à l'opposé l'un de l'autre, et reliés par 1, 2 ou 3 voies (lanes). Au début de chaque voie sont situées des casernes (barracks) qui envoient à intervalles réguliers des troupes (creeps) affronter le camp adverse. Sur ces voies sont également présentes des tours de défense qu'il faut détruire pour atteindre les casernes et le camp adverse.

## Système de jeu
Chaque faction dispose d'une équipe composée de 1 à 5 joueurs, chaque joueur contrôlant un héros. Ces joueurs doivent prendre le dessus sur l'équipe adverse en faisant évoluer leurs héros : gagner le maximum d'expérience pour avoir un niveau plus élevé, le maximum d'or pour acheter des objets renforçant son héros et son équipe, et vaincre l'équipe adverse afin de pouvoir détruire ses tours, casernes puis son bâtiment principal.
Pour atteindre cet objectif, l'esprit d'équipe est indispensable, les joueurs devant jouer de façon coordonnée afin de combiner leurs forces et d'être plus efficaces que l'équipe adverse.
Une partie de Heroes of Newerth dure entre 20 minutes et 1h15, la moyenne se situant autour de 45 minutes.
Une partie de Heroes se décompose de la façon suivante : une phase de création de partie, une phase de sélection de héros, puis enfin la partie en elle-même.

### Le système de classement
Le système de classement dans Heroes of Newerth est le suivant : à chaque joueur est associé un score appelé Public Skill Rate ou PSR, et que l'on peut traduire par « Niveau de Compétence Public ».
Le PSR de chaque joueur, qui est de 1500 au démarrage, évolue positivement en cas de victoire, ou bien négativement en cas de défaite.
Lors de la création d'une partie, le jeu effectue une moyenne des PSR des joueurs de chaque équipe, et ajuste les gains et pertes de points si les deux équipes ne sont pas de niveau équivalent : l'équipe estimée la plus forte gagnera peu de point en cas de victoire mais en perdra beaucoup en cas de défaite, et vice-versa.

### Création d'une partie
Il existe trois types de parties différentes : 
- Les parties dont les statistiques ne sont pas enregistrées (No stat) et qui sont à privilégier pour l'apprentissage du jeu en général, ou d'un héros en particulier ;
- Les parties publiques dont les statistiques sont enregistrées et qui influent sur le classement public du joueur ;
- Les parties classées, où l'on indique ses préférences de jeu à un système automatique (le Matchmaking), qui forme deux équipes équilibrées de joueurs ayant les mêmes préférences de jeu. Les statistiques de ces parties sont également enregistrées, mais de façon distinctes des parties publiques.

Si un joueur quitte une partie qui n'est pas achevée, ce qui désavantage son équipe, il dispose de 5 minutes pour s'y reconnecter. Passé ce délai, son héros est éliminé de la partie et son départ est assimilé à une désertion. Un joueur possédant un pourcentage de désertion sur l'ensemble de ses parties jouées supérieur à 5 % est automatiquement reconnu comme déserteur (leavers).
Pour chaque partie, l'hôte a la possibilité de choisir parmi ces options de jeu :
- Mode joueur occasionnel (Casual Mode) : Pas de perte d'or en cas de mort, un courrier pour chaque équipe au démarrage de la partie ;
- Mode Hardcore (Hardcore Mode) : Aucun gain d'argent en dehors des meurtres, et les adversaires ne gagnent pas d'expérience lorsqu'un joueur tue l'un de ses propres creeps (ce que l'on appelle un deny) ;
- Sans Déserteurs (No Leavers) : Les déserteurs ne sont pas autorisés à joindre la partie.

### Sélection des héros
Heroes of Newerth, à l'instar de DotA, propose de très nombreux héros, divisés en trois catégories en fonction de leur caractéristique principale : 
- Les héros dont la compétence principale est l'agilité, qui augmente la vitesse d'attaque et l'armure. Faibles en début de partie, ce sont souvent les héros les plus dangereux en fin de partie, s'ils ont pu s'améliorer sans être trop inquiétés par l'équipe adverse.
- Les héros dont la compétence principale est l'intelligence, qui augmente la mana et la régénération de la mana. Très puissants en début de partie, ils s'affaiblissent souvent en fin de partie.
- Les héros dont la compétence principale est la force, qui augmente le nombre et la régénération des points de vie. Leur rôle est généralement d'encaisser les dommages pour permettre à leurs alliés moins résistants de remporter le combat.

Il existe différents modes de sélection des héros, au choix de l'hôte de la partie : 
- Tous les héros (All Pick) : Les héros des deux factions peuvent être joués par tous les joueurs.
- Choix Simple (Single Draft) : Chaque joueur doit choisir son personnage parmi une liste de trois héros sélectionnés aléatoirement.
- Choix Aléatoire (Forced Random) : Chaque joueur se voit attribuer un héros aléatoirement.
- Choix Alternatif (Alt Picking) : Les joueurs choisissent leur héros chacun leur tour dans un ordre défini, à l'inverse du mode normal où tous les joueurs choisissent leur héros en même temps.
- Choix Bannis (Banning Draft) : Les capitaines de chaque camp bannissent chacun trois héros de la sélection avant que s'effectue un Choix Alternatif.

Après avoir choisi son héros, tant que la phase de sélection n'est pas achevée, chaque joueur garde la possibilité d'effectuer l'une des deux actions suivantes : 
- Changer son choix de héros (Repicking) en échange d'une partie de l'or attribuée au démarrage de la partie ;
- Échanger son héros avec celui d'un joueur de son équipe (Swap) de façon gratuite.

## Déroulement d'une partie
Une fois la sélection des héros achevée, la partie jeu de HoN se décompose en quatre étapes :
- la minute de préparation ;
- le début de partie ou phase « couloirs » ;
- le milieu de partie ;
- la fin de partie.

### La minute de préparation
Au commencement du jeu, tous les membres d'une équipe apparaissent ensemble dans une grande fontaine située dans le fin fond de leur base. Il leur est donné une petite somme d'or et une boutique est mise à leur disposition à cet emplacement.
Le chronomètre affiche 1:00 minute et fonctionne de manière inversée jusqu'à 0:00 seconde, signalant le début de partie. À compter de ce signal, le chronomètre fonctionne normalement et indique le temps écoulé.
La minute de préparation consiste d'abord à acheter quelques objets permettant de survivre et prospérer durant la phase « couloirs » (laning phase).
Elle consiste ensuite à prendre position sur la carte. Classiquement, deux héros se dirigent vers le couloir du nord (top lane), un héros se dirige vers le couloir central (mid lane) et les deux héros restant se dirigent vers le couloir du sud (bot lane). Il est possible de faire varier cette répartition pour surprendre l'équipe adverse, dominer un couloir particulier ou en raison de la présence de héros pouvant immédiatement chasser les monstres occupant les zones boisées (wood ou jungle) de la carte.
Une rune/tablette apparait dans la rivière toutes les deux minutes jusqu'à la fin de la partie à partir de 2:00. Cette rune/tablette apparait aléatoirement dans la partie haute ou basse de la rivière et permet de donner un bonus temporaire (Hâte, dommages doublés, invisibilité, deux illusions ou régénération de vie et mana) au héros utilisant la rune.
La minute de préparation permet aussi de planter un piquet de vision (ward of sight) à l'une, l'autre, ou les deux, zones.
Lorsque le chronomètre indique 0:00, une première vague de monstres (creep wave) est lâchée dans chacun des couloirs par les deux factions, annonçant le commencement de la phase « couloirs ».

### La phase «couloirs» (laning phase)
Les couloirs (lanes) relient les deux bases opposées et traversent toute la carte. Chacun des couloirs est protégé par des tours (towers) successives. Ces tours tirent automatiquement sur tout ce qui n'appartient pas à leur faction, dans un rayon limité. Plus la tour est proche de la base, plus elle est solide et puissante.
Durant la phase couloirs, les héros se situent dans la portion séparant leur dernière tour de la première tour adverse. Les vagues de monstres sont lâchées automatiquement toutes les 30 secondes et les distances font qu'ils se rencontrent et se battent dans cette portion du couloir.
Les héros participent de près ou de loin à ce combat. Ils gagnent de l'expérience en étant proche des monstres adverses tués, ou en étant proche d'un héros adverse tué. Ils gagnent de l'or en donnant le coup de grâce aux monstres adverses ou en tuant un héros adverse.
La phase « couloirs » consiste donc à rester près du combat des monstres, leur donner le coup de grâce (last hit) et essayer de chasser (harass) ou tuer les héros adverses. Les héros d'une équipe ont ici un comportement différent selon leur rôle. Certains héros vont se focaliser sur les coups de grâces pour obtenir le maximum d'or et acheter des objets puissants. D'autres héros ont pour rôle de les aider en s'efforçant de contrôler le couloir, c'est-à-dire chasser les héros adverses hors de ce périmètre. Une équipe équilibrée disposera logiquement de l'un et l'autre de ces héros par couloir.
La phase couloirs a une durée variable selon les parties. Elle dure tant que les joueurs conservent la répartition d'origine dans les couloirs, ce qui généralement correspond à une dizaine de minutes. La phase couloirs prend fin lorsque les mouvements des héros sur la carte sont plus fréquents, ce qui généralement se produit vers la quinzième minute.

### Le milieu de partie (mid game)
Le milieu de partie correspond à la phase couloirs mais avec une tension accrue. Les héros sont plus puissants, résistants et rapides et les mouvements sur la carte sont plus importants. Les rôles des héros se précisent.
Les héros destinés à dominer en fin de partie (carry) continuent de donner des coups de grâce et tentent de maximiser leurs gains d'or par minute (gold per minute ou GPM).
Les héros destinés à soutenir l'équipe (support) assistent les précédents. Ils achètent et placent des piquets de vision (wards of sight) pour repérer les mouvements sur la carte.
Les héros destinés à attaquer par surprise l'ennemi (ganker) profitent de ces piquets de vision pour essayer de tuer les héros adverses.
Ces trois catégories ne recouvrent pas parfaitement tous les héros. Aussi certains héros, pourtant non destinés à dominer en fin de partie, continue de donner des coups de grâce pour acheter un ou des objets particuliers les rendant beaucoup plus efficaces (core item).
Le milieu de partie est également le moment où les équipes vont tenter de détruire les tours adverses. Il faut pour cela repousser les vagues de monstres, soit « pousser » le couloir (push the lane) jusqu'à la tour. Ces attaques de tours sont souvent les premières occasions de confrontation des équipes entières (teamfights), la première voulant raser la tour, et la seconde voulant l'en empêcher.
Détruire une tour rapporte de l'or à tous les membres de l'équipe attaquante, et réduit la présence comme la vision sur la carte de l'équipe attaquée. Détruire plusieurs tours sur un même couloir permet de se rapprocher des casernes ennemies (barracks) Une particularité du genre, aussi illogique qu'efficace, est que détruire ces casernes a pour effet non pas de supprimer ou d'affaiblir les vagues de monstres adverses mais de fortifier les monstres de votre faction sur le couloir concerné. « Vos » monstres seront non seulement plus forts et résistants mais ils donneront également moins d'or et d'expérience lors de leur mort. Il est donc très intéressant de détruire les casernes ennemies.
Le milieu de partie est ainsi le théâtre d'attaques surprises, de mouvements d'équipes, de lutte pour les tours et éventuellement de destruction des casernes. Si le trône adverse n'est pas démoli dans la foulée, ou si l'équipe adverse n'a pas déclaré forfait (concede), c'est alors le troisième acte, la fin de partie, qui commence généralement à partir de la 45e minute.

### La fin de partie (late game)
Accéder à la fin de partie n'est pas commun. Bien souvent, soit le trône soit l'arbre de vie est détruit, ou bien l'une des équipes a concédé la victoire.
Néanmoins il arrive que certaines parties, équilibrées ou très passives, dépassent la 45e minute. En raison de la puissance des héros à ce stade, les confrontations sont brutales. Les héros notamment destinés à dominer la fin de partie (carry) peuvent tuer un joueur isolé en quelques secondes. Les mouvements se font en conséquence principalement en groupe, ce qui rend les rencontres plus explosives.
Au vu du potentiel destructeur des héros et du temps important de pénalité souffert en cas de mort, l'issue de ces rencontres de groupe peut déterminer la victoire ou de la défaite. La fin de partie privilégie ainsi généralement les stratégies de groupe aux tactiques solitaires, ce qui implique une bonne communication.
Néanmoins, il reste possible pour un héros solitaire d'aller démolir des casernes ou le trône adverse en contournant les vagues de monstres (backdoor) ; ce comportement, dont les développeurs soulignent qu'ils ne l'ont pas rendu impossible (en ne rendant pas les casernes invulnérables), est très mal vu par une partie des joueurs qui le considèrent de mauvais genre (bad manner) ou abusif. Cette manœuvre peut aussi être effectuée par un groupe de héros ou une équipe entière.

## Développement

### Historique du développement

#### Rumeurs
En juillet 2008, un site internet avec le logo « HoN » et celui de S2 Games a été posté sur le forum de Savage 2: A Tortured Soul. Marc « Maliken » Deforest et d’autres membres de l'équipe S2 ont d’une façon informelle déclaré sur ce même forum que S2 Games développait en effet un troisième titre en confirmant que ce n’était pas Savage 3 et qu’ils donneraient plus de détails seulement quand le projet serait près de l’achèvement. Cependant, il a été confirmé que le jeu est lourdement basé sur Defense of the Ancients (DotA) , scénario de Warcraft III, mais possédant des améliorations diverses comme la capacité de reconnexion ou même de meilleurs graphismes et effets visuels.

#### Version bêta
C’est le 22 août 2009 que la bêta fermée (réservée aux joueurs disposant d'une invitation) a été lancée, et le 1er avril 2010 que le jeu est passé en bêta ouverte, c'est-à-dire accessible gratuitement à tous. La sortie officielle s'est faite le 12 mai 2010 aux alentours de 23h00, le patch 1.0.0 a été mis en téléchargement obligatoire au lancement du jeu à cette même heure, le rendant payant (30 $, soit environ 23 €).

#### Version stable
Depuis que le jeu est rentré dans son cycle de version stable, l'équipe a poursuivi son développement en publiant régulièrement des mises à jour apportant de nouvelles fonctionnalités. La version 2.0 du jeu a été publiée le 13 décembre 2010, comportant notamment un éditeur de cartes, une carte 3v3, et un système automatisé de lancement de partie : le Matchmaking.

### Équipe de développement
L'équipe de développement, dirigée par Marc « Maliken » DeForest, comporte une quarantaine de développeurs, artistes, et autres techniciens.